# Cantorchilus leucopogon
Cantorchilus leucopogon là một loài chim trong họ Troglodytidae.